# Andamarca
Andamarca, of Santiago de Andamarca,  is een gemeente (municipio) in de Boliviaanse provincie Sud Carangas in het departement Oruro. De gemeente telt naar schatting 5.375 inwoners (2018). De hoofdplaats is Santiago de Andamarca.